# Litewskie bóstwa i stworzenia mitologiczne
W tym artykule przedstawione zostaną informacje o litewskich bóstwach, wspominanych w różnych źródłach począwszy od XIII w., a także pojawiających się w folklorze: opowieściach, baśniach, pieśniach (dajnach) i innych. Wiele nazw bóstw przedstawionych w starych źródłach jest zniekształconych, dlatego językoznawcy nie zgadzają się co do tego, jak pierwotnie mogły one brzmieć. Niektóre bóstwa (wymieniane np. przykład u Teodora Narbutta) nie mają potwierdzenia w innych źródłach, więc często są wątpliwe. 

## Bóstwa i stworzenia znane z folkloru

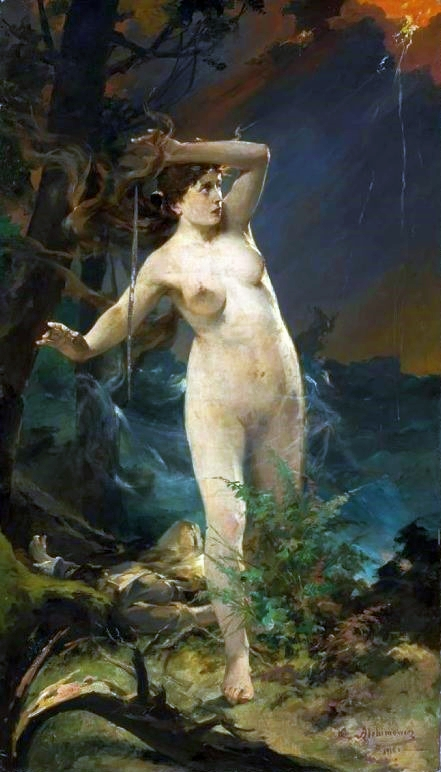
Bogini Milda (Wenus Litewska), Kazimierz Alchimowicz, Muzeum Narodowe w Warszawie

- Saulė (Słońce) – bogini wspominana w pieśniach i legendach jako królowa nieba, ciepła[1]
- Mėnuo (Księżyc) – wspominany jako małżonek Saulė
- Perkūnas (Perkun, Piorun)[2] – jeden z najważniejszych bogów, walczący z chaotycznymi, pierwotnymi i chtonicznymi siłami (diabłem), decyduje o urodzaju
- Velnias (Diabeł) – chtoniczne stworzenie związane z podziemiem, duchami, miejscami obcymi człowiekowi. Ma cechy trikstera, szkodzi Bogu, ludziom, poluje na niego Perkun
- Rugių boba (Baba żytnia) – duch żyjący w życie
- Dievas senelis (Bóg staruszek/Bóg dziadek) – przedstawiany w opowieściach magicznych i legendach, czasami jest bliski Bogu Stwórcy, a czasami Diabłu
- Kaulinis Diedas (Kościany dziad) – eufemizm Diabła
- Gabija – bogini ogniska domowego; posiada wiele eufemistycznych nazw
- Žemyna (Ziemia) – ziemia jako bogini. Funkcjonuje w legendach etiologicznych. Jej rodzicami są Saulė (Słońce) i Mėnuo (Księżyc). Od niej zależy płodność i plony, strażniczka dusz[3]
- Aušrinė (Jutrzenka) – bogini świtu, związana jest z Gwiazdą Poranną. W cudownych opowieściach określana jest jako piękniejsza od Saulė (Słońca). Rozpala ogień dla Saulė, czasami opisywana jako jej córka
- Vėjopatis lub Bangpūtys (Wiatr lub Powodujący fale) – bóstwo związane z brzegiem morza, włada wiatrem
- Laima (Los) – bogini obwieszczająca los ludzki. Często przedstawiana jako 3 istoty, zwiastujące los: dobry, zły oraz pośredni[4]
- Laumė (Rusałka), często utożsamiana z wiedźmą – podstępna kobieca postać, szczególnie szkodzi niemowlętom, małym dzieciom, młodym kobietom, kusi mężczyzn
- Kaukai (Skrzaty) – podziemne, karłowate stworzenia, łączone z majątkiem, dostatkiem[5]
- Aitvaras (Latawiec) – kapryśne stworzenie, przedstawiane jako rozbłysk ognia, rządzące bogactwem, szczęściem domowym